# Санто-Стефано-Куїскуїна
Санто-Стефано-Куїскуїна (італ. Santo Stefano Quisquina, сиц. Santu Stèfanu Quisquina) — муніципалітет в Італії, у регіоні Сицилія,  провінція Агрідженто.
Санто-Стефано-Куїскуїна розташоване на відстані близько 490 км на південь від Рима, 60 км на південь від Палермо, 35 км на північ від Агрідженто.
Населення — 4753 особи (2014).

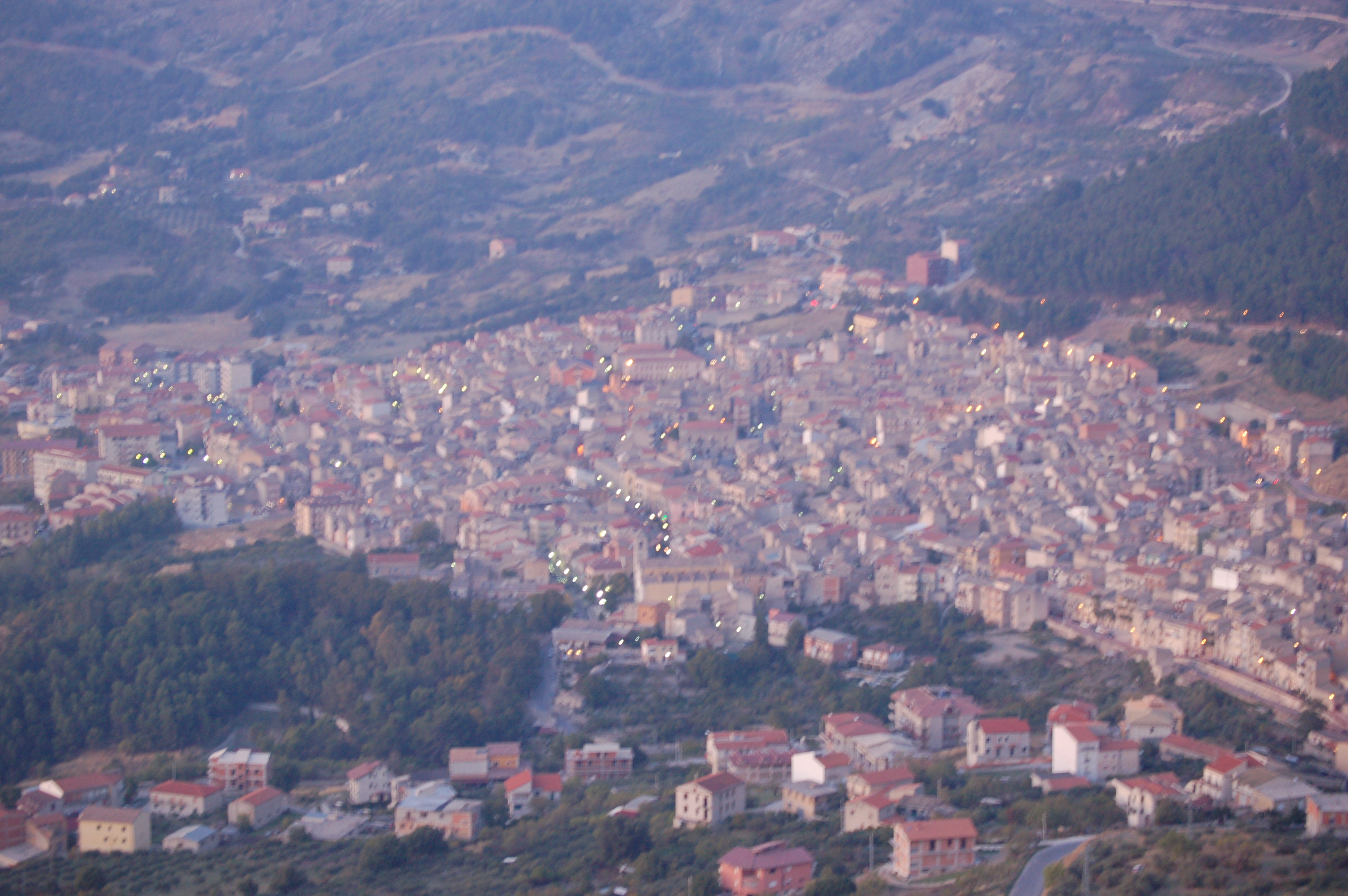

Щорічний фестиваль відбувається першої неділі червня та наступний тиждень. Покровитель — Santa Rosalia.

## Демографія
Населення за роками:

Станом на 1 січня 2023 року в муніципалітеті офіційно проживало 27 іноземців з 5 країн, серед них 22 громадяни країн Євросоюзу.

## Сусідні муніципалітети
- Алессандрія-делла-Рокка
- Бівона
- Каммарата
- Кастельтерміні
- Кастроново-ді-Січилія
- Сан-Б'яджо-Платані